# Abutre's Moto Clube
Abutre's Moto Clube é um moto clube brasileiro fundado em 1989 na zona leste da cidade de São Paulo, constituindo-se como um dos maiores e mais notórios moto clubes do Brasil, com sedes espalhadas por várias cidades do Brasil e países do mundo.

## História
Fundado no dia 13 de setembro de 1989, o Abutre’s Moto Clube é um dos maiores Motoclubes do Brasil. O nome Abutres foi definido pelos seus fundadores, que inspirados pelo forte sentimento de Liberdade, viram na ave (Abutre), além da cor preta - a mesma de seus coletes de couro, a elevada altitude alçada pelo fascinante animal, que o consagra sinônimo de natural ousadia e astúcia, e que sob essa ótica, viam os atributos necessários para a condução de uma motocicleta. O objetivo e filosofia principais dos Integrantes do Abutre’s Moto Clube são: as viagens e passeios com suas motocicletas, a participação em Eventos Motociclísticos, a confraternização entre seus Integrantes e demais grupos de Motociclistas; enfim do lazer e entretenimento saudáveis.

## Social
O nome Abutres partiu dos fundadores do grupo, pois traz a ideia de liberdade e por ser a ave que voa mais alto, além de preta, como as vestimentas em couro dos membros. É um grupo sem fins lucrativos, que reúne amantes do motociclismo com a finalidade de desfrutar do lazer, entretenimento e promover ações filantrópicas por meio de uma motocicleta e boa vontade, como ações beneficentes em prol da ACC (Ação de Combate ao Câncer) e da APAE (Associação de Pais e Amigos dos Excepcionais).
Todos os anos, o grupo participa da campanha do agasalho em parceria com o Governo do Estado de São Paulo, com intuito de arrecadar o maior número possível de roupas para o inverno. Durante muitos anos, foi o único moto clube a ser chamado para, juntamente com a polícia militar e o corpo de bombeiros, realizar esse evento.

## Ingresso
O moto clube aceita o ingresso de pessoas que devem ser convidadas e apadrinhadas por um componente que já detenha determinado grau de conhecimento sobre o moto clube, bem como possuir motocicleta na cor preta e a devida habilitação para sua condução. Após três meses de avaliação, para que esse membro novato passa a ser um “Parceiro”. Depois, com meses de dedicação, viagens e comparecimento nos diversos encontros dos Abutres, pode se tornar "Próspero". Na sequência, com mais um ano, por indicação e sendo conhecido pela diretoria, pode ser condecorado “Meio Escudo” e, por fim, numa reunião dos diretores, sendo reconhecido pelos atos, recebe a condecoração máxima do grupo, tornando-se um membro “Escudado”. Com o decorrer dos anos, os membros após dedicação e compromisso com o clube pode ser tornar um “Nômade” que são uma categoria formada por membros muito antigos do clube.